# Sněhovo-ledový splaz

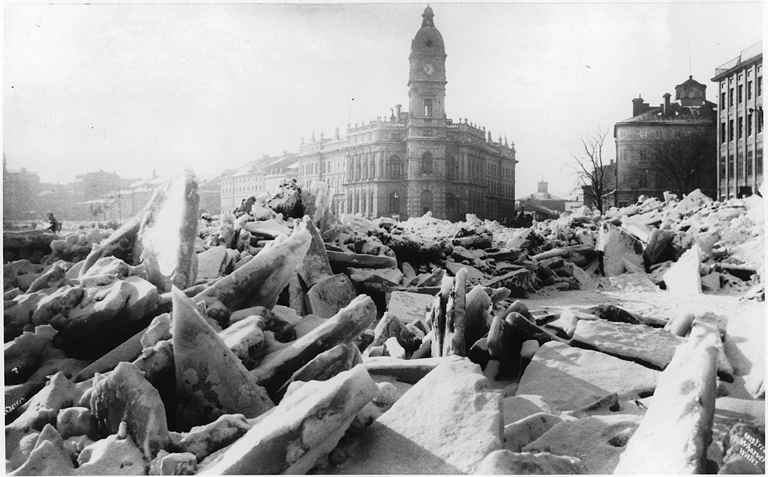
Splaz v Montreálu roku 1865

Sněhovo-ledový splaz je pohyblivá masa ledu nebo směsi sněhu a ledu, jejíž pohyb je způsoben nejčastěji potenciální energií ledu na svažitém terénu nebo potenciální energií ledu, který se hromadí např. na kraji jezer a moří díky oceánským proudům, silnému větru a teplotnímu rozdílu. Splazem jsou vytvářeny hromady vysoké až 12 metrů; sníh s ledem se pak roztéká po okolní krajině. Sněhovo-ledový splaz někteří svědci popisují jako "ledové tsunami", ale tento jev je podobný pohybu ledovce či ledovcového splazu. Svědci popsali také zvuk splazu, který jim připomíná hřmění hromu nebo vibrace způsobené přejíždějícím vlakem. Splaz může dosahovat i na rovině viditelné rychlosti a může způsobovat poškození budov a zařízení, které jsou v jeho blízkosti a pod tlakem vnikat do budov.